# Fieni
Fieni is een stad (oraș) in het Roemeense district Dâmbovița. De stad telt 8092 inwoners (2002).